# Hawaii State Capitol
Das Hawaii State Capitol ist das State Capitol von Hawaii in den Vereinigten Staaten. Das Gebäude beherbergt das Parlament und alle dazugehörigen Büros. Dieses setzt sich aus den 25 Mitgliedern des Senats von Hawaii und den 51 Mitgliedern des Repräsentantenhaus von Hawaii zusammen. Außerdem befinden sich die Büros des Gouverneurs und Vizegouverneurs in dem Gebäude.

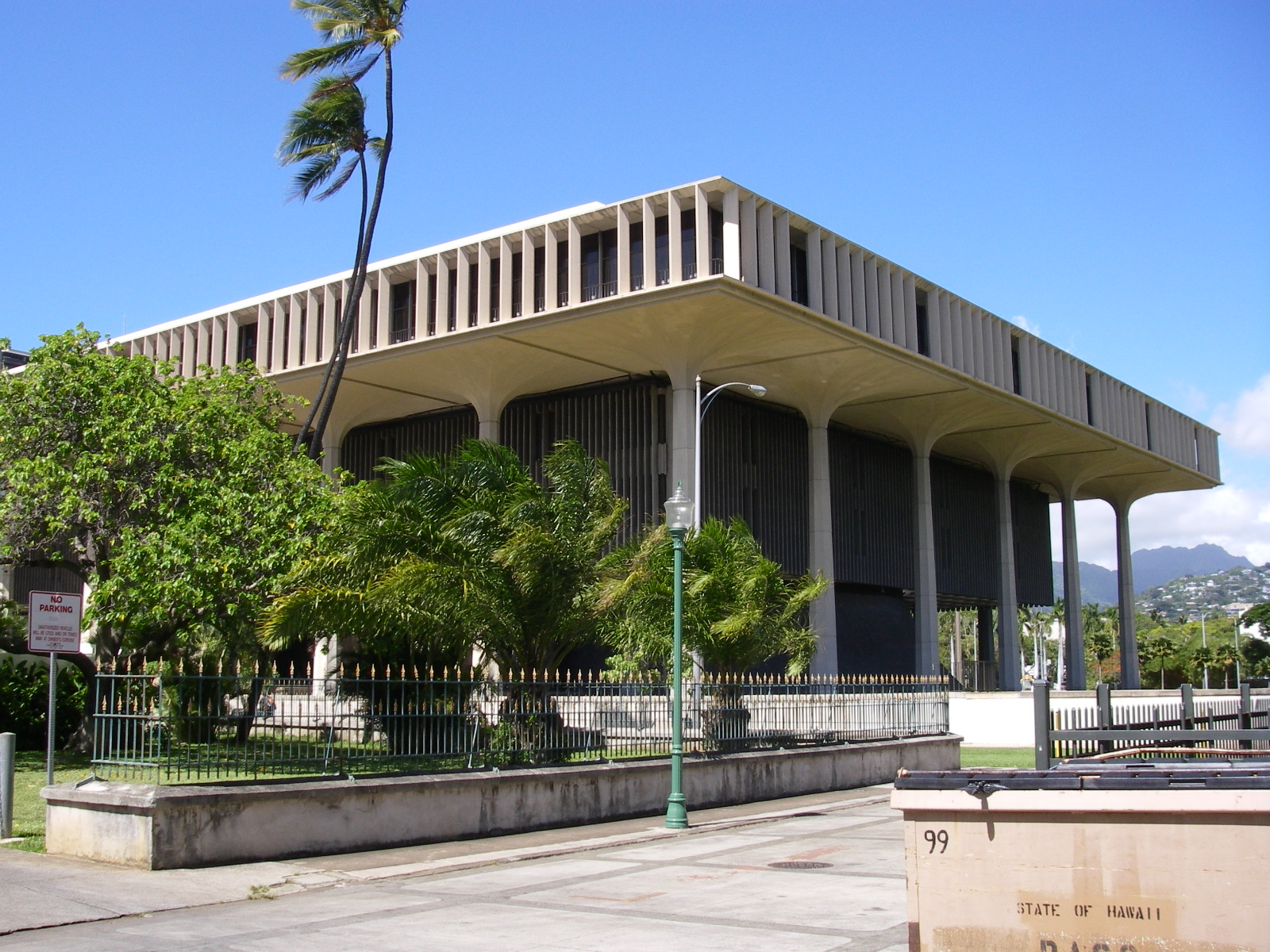
Das Hawaii State Capitol von Südosten gesehen

Das Hawaii State Capitol im Stadtzentrum von Honolulu wurde von John Anthony Burns, dem zweiten Gouverneur von Hawaii, in Auftrag gegeben und am 15. März 1969 gewidmet. Es ersetzte das vorhergehende Statehouse ʻIolani-Palast. 

## Denkmäler
Burns plante die Restaurierung des königlichen Palastes von König Kalākaua und Königin Kapiolani. Als Teil dieser Unternehmung wurde am 10. April 1985 die Statue von Königin Liliuokalani im Park zwischen State Capitol und ʻIolani-Palast gewidmet.

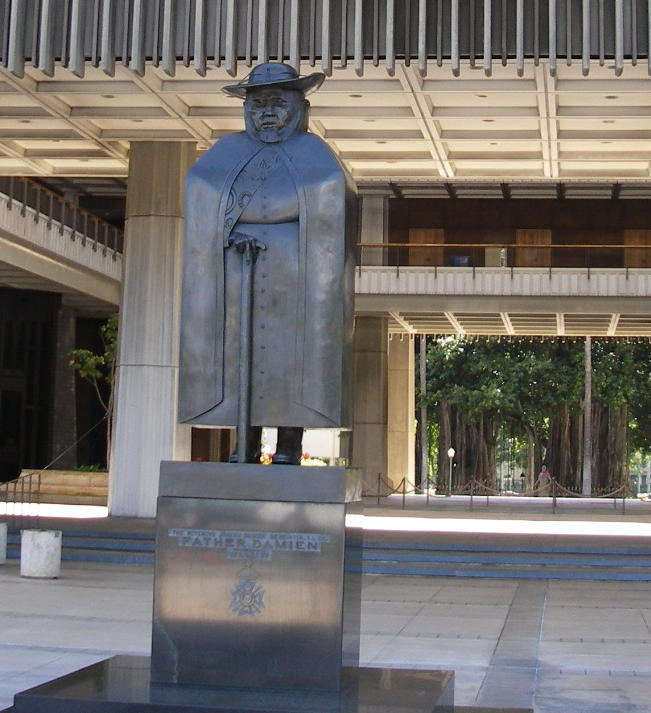
Die Statue von Pater Damien zwischen Capitol und Beretania Street.

Weitere Denkmäler zieren das Gelände des State Capitol. Am Eingang von der Beretania Street befindet sich die Liberty Bell, ein Geschenk von Präsidenten und Kongress der Vereinigten Staaten an das Hawaii-Territorium im Jahr 1950 als ein Symbol von Freiheit und Demokratie. Das bekannteste Denkmal auf dem Gelände des Kapitols ist die Statue von Pater Damien, ein Tribut an den römisch-katholischen Priester, der 1869 starb, nachdem er sich 16 Jahre lang um Leprakranke gekümmert hat. Pater Damien wurde 1995 von Papst Johannes Paul II. seliggesprochen. Am 11. Oktober 2009 sprach Papst Benedikt XVI. ihn heilig.
Zwei Denkmäler ehren die hawaiischen Angehörigen der Streitkräfte. Die Ewige Flamme an der Beretania Street ist eine aus Metall gearbeitete Fackel, deren Flamme ewig brennt. Sie ist ein Tribut an alle Männer und Frauen aus Hawaii, die in Air Force, Army, Coast Guard, Marines und Navy in allen großen und kleinen Konflikten, an denen die Vereinigten Staaten beteiligt waren, gedient haben. Das Korean and Vietnam War Memorial wurde am 24. Juli 1994 von Benjamin Cayetano, dem 5. Gouverneur von Hawaii, gewidmet und besteht aus 768 Sockeln aus schwarzem Marmor, in die die Namen der 454 Gefallenen des Koreakriegs und der 312 des Vietnamkriegs graviert sind. Eine größere Marmorplatte trägt eine Gedenkinschrift in hawaiischer Sprache. Der Sarg des US-Sängers Israel Kamakawiwoʻole, der das Lied Somewhere over the Rainbow / What a Wonderful World gesungen hat, wurde hier zu Ehren seiner untergebracht (seine Asche wurde im Meer verstreut).

## Architektur

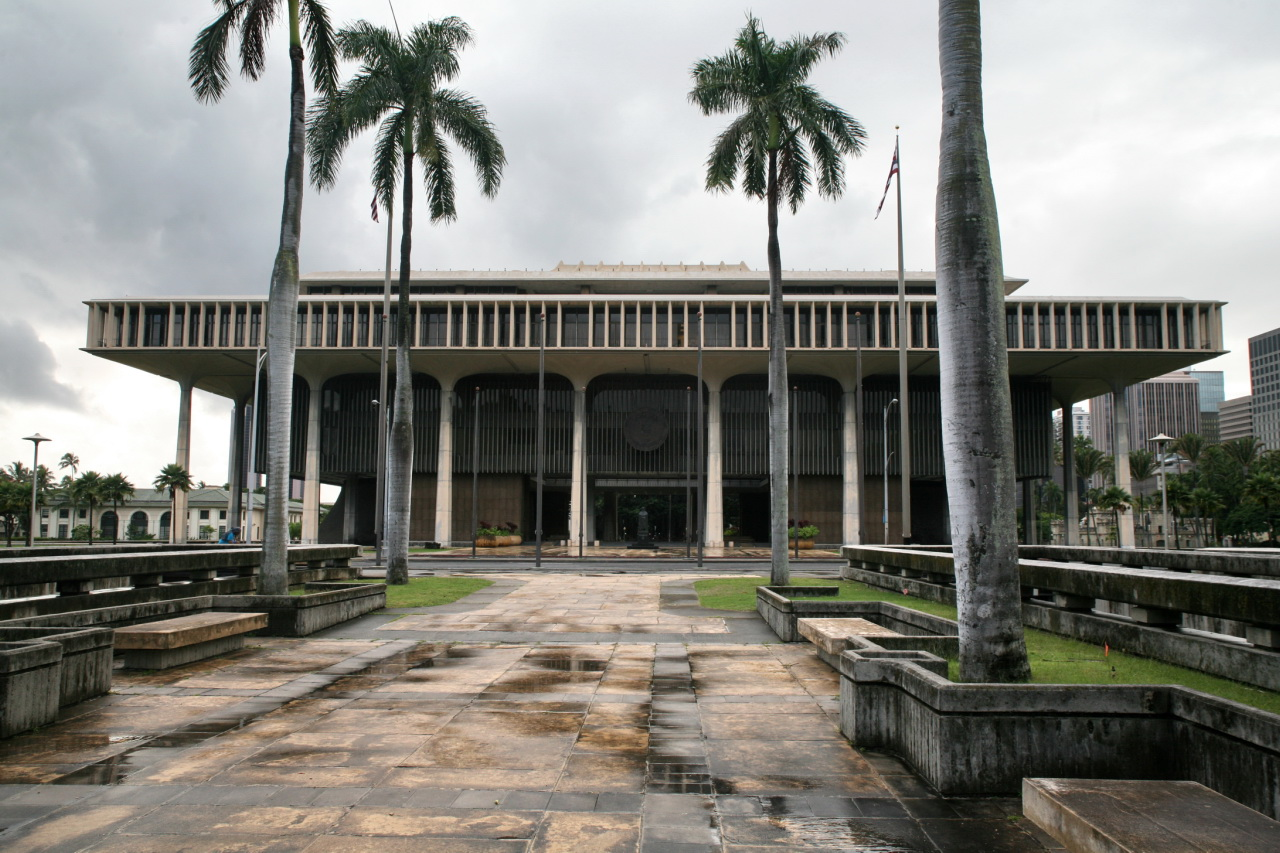
Das Hawaii State Capitol liegt an der Beretania Street.

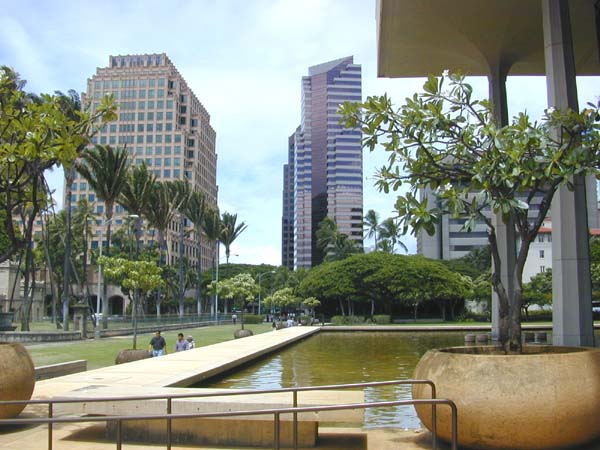
Reflexionsbecken

Der Baustil ist eine Adaption des Bauhaus-Stils, genannt Hawaiische Architektur. Es wurde in einer Zusammenarbeit der Architekten „Belt, Lemon and Lo“ und „John Carl Warnecke and Associates“ entworfen. Im Gegensatz zu anderen State Capitols, die dem Kapitol in Washington D.C. nachempfunden sind, symbolisieren die ausgeprägten architektonischen Details des Hawaii State Capitol verschiedene Aspekte aus der Natur Hawaiis. Dazu gehören:
- Rund um das Gebäude befindet sich ein Reflexionsbecken, das den Pazifik darstellt.
- Die beiden Plenarsäle sind konisch geformt, sie stehen für die Vulkane, die Hawaii gebildet haben.
- Die Säulen rund um das Gebäude erinnern an Kokosnusspalmen. Außerdem befinden sich an jeder Seite acht Säulen, die für die acht Hauptinseln von Hawai'i stehen.
- Das Capitol ist offen gestaltet, es lässt Sonne, Wind und Regen hinein. Der zentrale Innenhof ist oben offen.

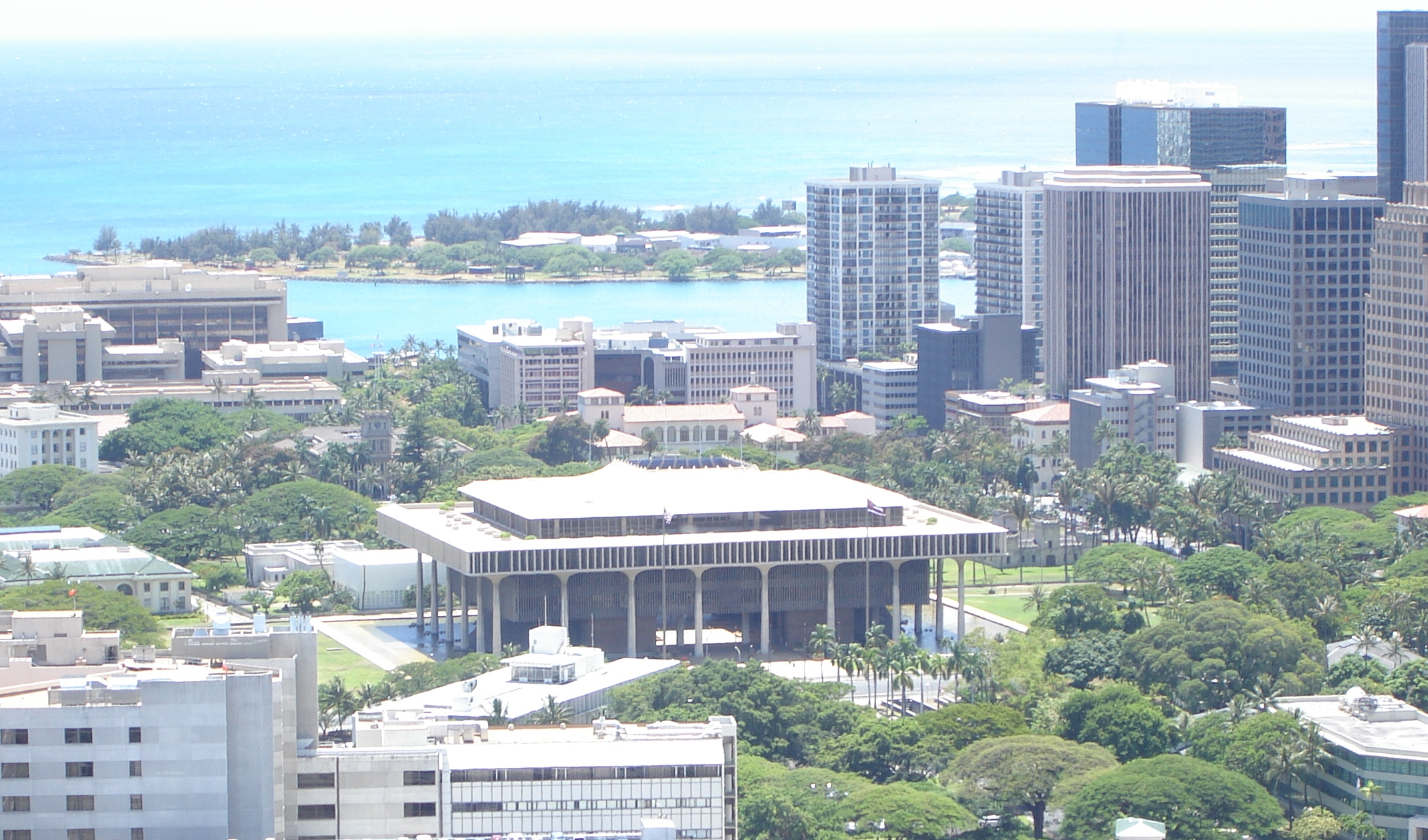
Hawaii State Capitol vom Punchbowl fotografiert.

- Wenn man in der Mitte des Bauwerks steht, sieht man die Kronleuchter der beiden Plenarsäle, die Sonne und Mond darstellen, durch die Glaswände, während man über sich in den Himmel schaut. An dieser Stelle befindet sich in den meisten anderen State Capitols die Rotunde mit einer Kuppel. Das sagt aus, dass der Himmel die Kuppel des State Capitol von Hawaii ist.

### Algenproblem im Reflexionsbecken
Seit der Fertigstellung im Jahr 1969 hatte das Reflexionsbecken ein permanentes Problem mit dem Algenwachstum, das teilweise dadurch bedingt ist, dass das Becken aus einem Brunnen auf dem Gelände gespeist wird. Zur Lösung des Problems wurden Tilapia im Becken eingesetzt und ein System zur Behandlung des Wassers mit Ozon wurde installiert.  Gegenwärtig werden die Wände des Beckens manuell gereinigt und das Wasser wird mit Enzymen versetzt, die das Wachstum einschränken sollen. Einige Stammgäste sagen, dass das Algenwachstum aufgetreten ist, um die Verschmutzung des Pazifiks darzustellen, ein ironischer Wink auf die ursprüngliche Bedeutung des Beckens.